# Leander (Texas)
Leander város az USA Texas államában, Williamson megyében. Lakosainak száma 59 202 fő (2020. április 1.).

## Népesség
A település népességének változása:

| 2010 | 26 521 |
| 2020 | 59 202 |